# تزكين (تزكين)
تزكين هي إحدى مشيخات المملكة المغربية، تتبع جغرافيا لإقليم الحوز وإداريًا لتزكين. يقدر عدد سكانها بـ 3886 نسمة حسب الإحصاء الرسمي للسكان والسكنى لسنة 2004.